# Good Bye, Lenin!
Good Bye, Lenin! è un film del 2003 di Wolfgang Becker, interpretato da Daniel Brühl e Katrin Sass.
La pellicola, divenuta uno dei maggiori successi di sempre del cinema tedesco, è ispirata al fenomeno post-riunificazione dell'Ostalgie.

## Trama
(Alex)

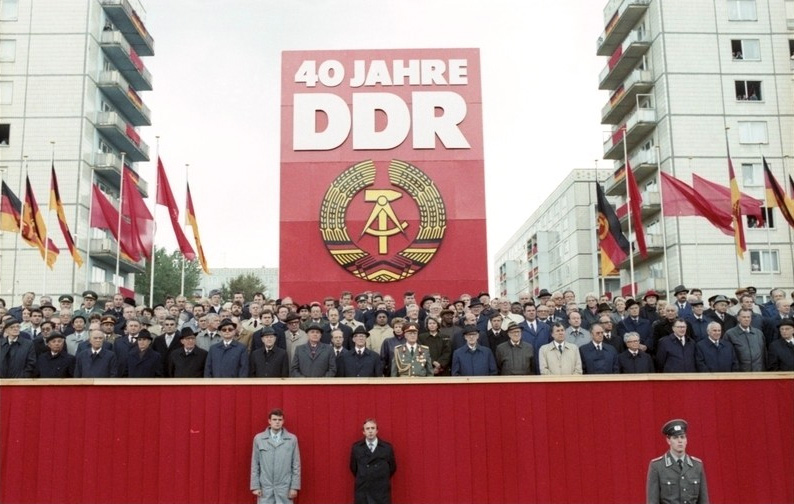
Le celebrazioni per il quarantennale della DDR nel 1989 a Karl-Marx-Allee. Alex e la sua famiglia vivono in un appartamento nei plattenbau sullo sfondo, dove si svolge una buona parte delle vicende del film.

Berlino Est, 1978. Dopo essere stata interrogata dalla Stasi a proposito del marito appena scappato all'Ovest, Christiane, una tranquilla madre di famiglia sempre rimasta lontana dalla politica, cade in depressione, lasciando i suoi due bambini Alex e Ariane nello sconforto. Dopo qualche mese in ospedale, la donna si riprende e, per uscire da questa difficile situazione, inizia a dedicarsi anima e corpo alla causa e agli ideali della Repubblica Democratica Tedesca (DDR), diventandone una fervente sostenitrice.
Undici anni dopo, la sera del 7 ottobre 1989, Christiane è tra gli invitati al ricevimento ufficiale per il quarantesimo anniversario della DDR. Nello stesso momento centinaia di persone, tra cui anche suo figlio Alex, scendono in strada durante una delle sempre più frequenti manifestazioni di protesta del popolo, oramai insofferente verso il logoro regime che tiene le redini del Paese. Nei tumulti che seguono, la donna scorge proprio Alex pestato e arrestato dalla polizia: a quella vista, Christiane viene colpita da un infarto ed entra in coma.
La donna si risveglia dopo otto mesi, non immaginando che in questo lasso di tempo relativamente breve, il mondo attorno a lei è cambiato radicalmente: il Muro è caduto spazzando via quarant'anni di comunismo, e le due Germanie si stanno avviando a passo spedito verso la riunificazione. I suoi figli si sono subito adattati alla nuova realtà: Alex, dopo la chiusura della cooperativa di riparatori TV dove lavorava, è rimasto nel settore diventando installatore di parabole satellitari, iniziando al contempo una relazione con Lara, una infermiera russa conosciuta per caso la sera del suo pestaggio, poi reincontrata in ospedale mentre assisteva sua madre; invece Ariane, giovane ragazza madre, ha lasciato l'università per andare a lavorare in un fast food dove ha conosciuto il collega occidentale Rainer, il quale è presto diventato il suo compagno dandole un nuovo figlio.
Per evitarle il contraccolpo psicologico, ritenuto fatale dai medici, Alex – confidando nel fatto che la madre deve restare a riposo per molto tempo, e aiutato dalla riluttante sorella oltreché da Denis, nuovo amico trovato all'Ovest e aspirante regista – "preserva" la normalità della DDR all'interno di una stanza del proprio appartamento: recupera cimeli, prodotti e giornali della Germania Est, realizza improbabili ma credibili telegiornali della televisione orientale per tenere aggiornata la madre, fino a coinvolgere sempre più amici e vicini nella lunga pantomima, sperando che la donna non scopra mai la verità.
Tutto sembra precipitare quando un giorno Christiane, non controllata dai figli, si alza dal letto ed esce di casa. Percorrendo pochi metri, vede intorno a sé un mondo completamente diverso da come l'aveva lasciato: vestiti alla moda, arredamenti creativi, automobili di lusso, immagini sante e simboli neonazisti, pubblicità occidentali e non ultimo un elicottero che sta portando via una grande statua di Lenin. Ancora una volta Alex riesce a cavarsela con uno stratagemma, inventando una fuga di cittadini da Berlino Ovest alla zona Est, dettata dalla crisi del capitalismo occidentale, e sembra convincere la madre che nulla è cambiato.

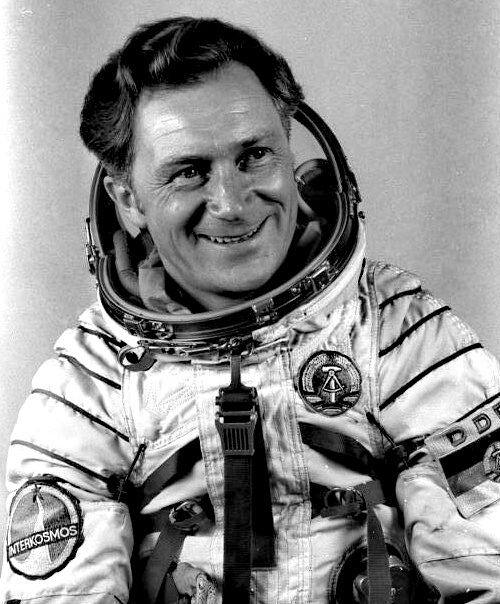
Nell'ucronia idealizzata da Alex e Denis, il 7 ottobre 1990 l'ex cosmonauta ed eroe nazionale della DDR, Sigmund Jähn, succede a Erich Honecker come Segretario Generale del SED, aprendo le frontiere della Germania Est per accogliere i "profughi" provenienti dall'Ovest.

Ad accelerare il corso degli eventi è tuttavia, inconsapevolmente, la stessa Christiane, la quale per la prima volta sente il bisogno di raccontare ai due figli la verità riguardo al padre, il quale aveva riparato anni prima al di là del Muro: lei aveva sempre raccontato loro che il genitore era fuggito con un'altra donna; in realtà, la coppia aveva progettato di comune accordo la fuga da un sistema politico che stava sempre più opprimendo lui, ma all'ultimo lei non se l'era sentita di raggiungerlo per la paura di perdere i figli.
Appresa la verità, Alex corre a rintracciare l'uomo, anche perché la madre, dopo la confessione, ha avuto un nuovo infarto e le resta ormai poco da vivere: il suo ultimo desiderio è quello di rivedere il marito. Mentre Alex è in cerca del genitore, che nel frattempo si è ricostruito una nuova famiglia, Lara, preda di sensi di colpa per la lunga serie di bugie, decide di rivelare a Christiane la verità sulla nuova situazione del Paese; tuttavia la donna, verosimilmente, finge di continuare a credere al gioco del figlio, anche quando, poco prima di morire, Alex ritrova il padre che può così rivedere l'ex moglie un'ultima volta, preparando poi una decorosa uscita di scena della Germania Est: mettendo fine alla sua "creatura", il giovane riscrive la caduta del Muro consegnando la vittoria a un socialismo cui pure le popolazioni dell'Occidente cercherebbero ardentemente di approdare. Christiane sopravvive così alla sua amata DDR, spegnendosi pochi giorni dopo la nascita della nuova Germania unita.

## Produzione

### Regia e sceneggiatura
Good Bye, Lenin! è nato da un'idea di Bernd Lichtenberg, all'epoca giovane autore di Colonia, il quale aveva scritto il soggetto della pellicola — un mix di generi diversi, tra tragedia e commedia — e lo aveva fatto recapitare al regista Wolfgang Becker, poiché lo considerava la persona più adatta a dirigerlo.

### Riprese
La pellicola è stata girata interamente nella zona di Berlino, principalmente tra Karl-Marx-Allee e i plattenbau vicino ad Alexanderplatz. La produzione del film ha dovuto far ricorso alla grafica computerizzata per "ritoccare" molto della capitale tedesca degli anni 2000, in modo da farla così somigliare alla vecchia Berlino Est della Repubblica Democratica Tedesca; molti manifesti pubblicitari e insegne sono stati cancellati virtualmente, mentre i colori sono stati digitalmente smorzati per ricreare l'atmosfera del tempo.

## Colonna sonora
La colonna sonora del film è del compositore francese Yann Tiersen, già autore delle musiche de Il favoloso mondo di Amélie; tra i brani di maggiore spicco figurano Summer '78 e Mother's Journey.

## Edizioni home video
Il film è disponibile in edizione italiana in DVD-Video e Blu-ray disc, edito dal 18 febbraio 2020 da CG Entertainment che ne ha realizzato anche un'edizione speciale Blu-ray numerata e limitata a 500 copie.

## Accoglienza
Costato 4 800 000 euro, in Germania il film riscuote un buon successo di pubblico, incassando la cifra di 41 451 777 dollari. La pellicola verrà poi distribuita in altri paesi, raggiungendo il totale di 75 320 680 dollari (di cui circa 4 000 000 negli Stati Uniti d'America) e diventando così uno dei più grandi incassi nella storia del cinema tedesco.

## Riconoscimenti
- 2003 - European Film Awards
  - Miglior film a Stefan Arndt
  - Miglior attore a Daniel Brühl

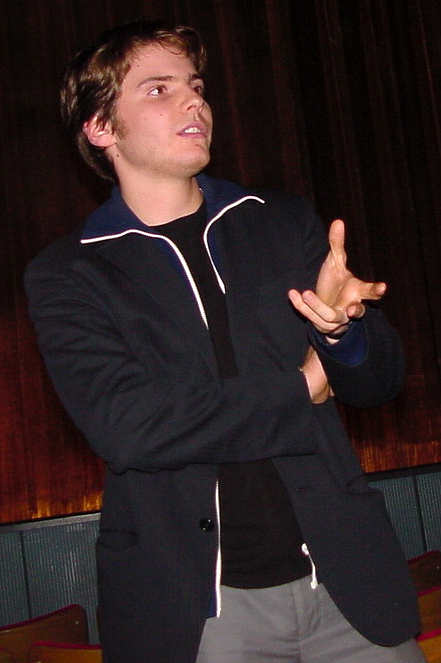
Grazie all'interpretazione di Alex Kerner, un giovane Daniel Brühl è stato premiato nel 2003 agli European Film Awards, alla Berlinale e ai Deutscher Filmpreis, dando il la alla sua carriera internazionale.

  - Miglior sceneggiatura a Bernd Lichtenberg
  - Audience Award per il miglior attore a Daniel Brühl
  - Audience Award per la miglior attrice a Katrin Sass
  - Audience Award per il miglior regista a Wolfgang Becker
  - Nomination Miglior attrice a Katrin Sass
  - Nomination Miglior regista a Wolfgang Becker
- 2003 - Festival internazionale del cinema di Berlino
  - Premio l'angelo azzurro a Daniel Brühl
- 2003 - Deutscher Filmpreis
  - Outstanding Feature Film
  - Outstanding Individual Achievement: Actor a Daniel Brühl (ex aequo per Elefantenherz)
  - Outstanding Individual Achievement: Direction a Wolfgang Becker
  - Outstanding Individual Achievement: Editing a Peter R. Adam
  - Outstanding Individual Achievement: Music a Yann Tiersen
  - Outstanding Individual Achievement: Production Design a Lothar Holler
  - Outstanding Individual Achievement: Supporting Actor a Florian Lukas
  - Audience Award: German Film of the Year
  - Nomination Outstanding Individual Achievement: Actress a Katrin Sass
  - Nomination Outstanding Individual Achievement: Supporting Actress a Maria Simon (ex aequo per Luci lontane)
- 2003 - Semana Internacional de Cine de Valladolid
  - Premio speciale della giuria a Wolfgang Becker
  - Nomination Golden Spike a Wolfgang Becker
- 2003 - Premio Flaiano
  - Premio al film straniero a Wolfgang Becker
- 2004 - Premio César
  - Miglior film dell'Unione europea a Wolfgang Becker
- 2004 - Premio Goya
  - Miglior film europeo a Wolfgang Becker
- 2004 - London Critics Circle Film Awards
  - Film in lingua straniera dell'anno a Wolfgang Becker
- 2004 - Premio Robert
  - Miglior film straniero non statunitense
- 2004 - Golden Globe
  - Nomination Miglior film straniero
- 2004 - British Academy Film Awards
  - Nomination Miglior film non in lingua inglese
- 2004 - David di Donatello
  - Nomination Miglior film dell'Unione europea a Wolfgang Becker
- 2004 - Nastro d'argento
  - Nomination Regista del miglior film straniero a Wolfgang Becker

## Citazioni e riferimenti
- Nella scena iniziale in cui Christiane è ricoverata in ospedale per il suo stato depressivo, la figlia Ariane è seduta a suonare un canto funebre con un flauto di plastica, mentre la madre è accanto a lei; la melodia suonata da Ariane è una variazione di Song for the Unification of Europe di Zbigniew Preisner: l'intera sequenza è un omaggio a una scena d'ospedale simile presente in Tre colori - Film blu (1993) di Krzysztof Kieślowski.
- Vari sono gli omaggi alla filmografia di Stanley Kubrick presenti nel film: il cortometraggio matrimoniale di Denis, e il momento in cui Alex urla sul tetto imitando una scimmia, riprendono palesemente 2001: Odissea nello spazio (1968), mentre la scena in cui Alex e Denis riordinano la stanza della madre ricalca, per tipo di riprese e colonna sonora, la sequenza in cui Alex DeLarge, protagonista di Arancia meccanica (1971), fa sesso di gruppo con due ragazze nella sua stanza. Gli stessi nomi dei protagonisti di Good Bye, Lenin! fanno riferimento a Kubrick: il nome di Alexander Kerner viene proprio dal protagonista di Arancia meccanica, mentre quello di sua madre Christiane è lo stesso di Christiane Kubrick, ultima moglie del cineasta.
- Quando Christiane lascia il suo appartamento per la prima volta dopo il coma, il modo in cui la porta dell'ascensore si apre e lascia filtrare la luce ricorda l'escamotage utilizzato in Angel Heart - Ascensore per l'inferno (1987) di Alan Parker, in cui l'ascensore simboleggia la discesa agli inferi.

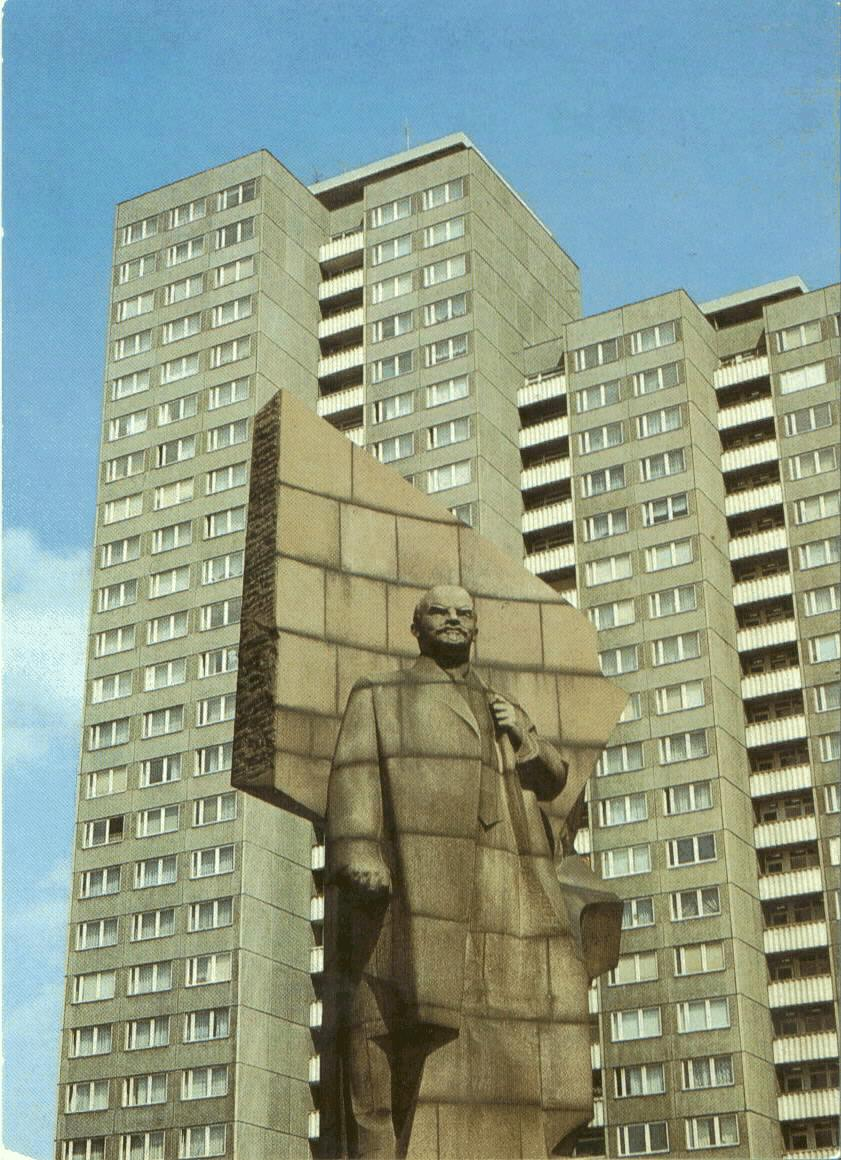
Il vecchio Lenindenkmal, monumento a Lenin che sorgeva a Leninplatz fino ai primi anni 1990; sullo sfondo il Turmhochhaus, esempio di architettura socialista della Germania Est.

- Altro palese riferimento alla filmografia passata si ha nella scena cult del film, ovvero quella in cui Christiane scende per la prima volta in strada dopo la caduta del Muro e rimane esterrefatta nel vedere una grande statua di Lenin che viene trasportata via da un elicottero: il riferimento è alla sequenza d'apertura de La dolce vita (1960) di Federico Fellini, dove un elicottero trasporta una statua di un Cristo a braccia aperte sorvolando un quartiere in costruzione di Roma, e a una scena simile presente in La doppia vita di Veronica (1991) di Kieślowski, dove anche qui è protagonista una statua di Lenin. Questa stessa scena è a sua volta ispirata a un vero fatto della storia berlinese post-Muro, ovvero la rimozione della grande statua di Lenin dall'allora Leninplatz (oggi Platz der Vereinten Nationen) avvenuta nel 1992.
- I ciclici riferimenti nel film circa l'approdo della Coca-Cola a Berlino Est rimandano alla pellicola Uno, due, tre! (1961) di Billy Wilder, girata nella capitale tedesca proprio nell'anno della costruzione del Muro.
- Il nome dell'infermiera russa di cui si innamora il protagonista Alex, Lara, è lo stesso nome dell'amante di Jurij Andreevič Živago, pure lei infermiera, nel romanzo Il dottor Živago (1957) di Boris Pasternak.

## Casi mediatici
Negli anni successivi all'uscita del film, gli organi d'informazione hanno dato notizia di due fatti che ricordano molto da vicino quelli narrati nel film (che viene ovviamente citato):
- nel giugno 2007 un cittadino polacco rimasto in coma per diciannove anni si è risvegliato, non rendendosi ovviamente conto che in Polonia vi era stata la transizione dal socialismo al capitalismo;[4]
- nel film, Lara porta Alex in una casa abbandonata dove trovano diversi oggetti risalenti al regime passato, ormai introvabili nei negozi dopo la caduta del Muro, che di tanto in tanto consegnano a Christiane per farle credere di vivere ancora in un paese socialista. Nel gennaio 2009, a Lipsia, venne scoperto davvero un piccolo appartamento abbandonato prima della riunificazione, e che era rimasto per vent'anni esattamente così com'era ai tempi della DDR.[5]

## Inesattezze storiche
- Ariane lavora al Burger King: la storia, come detto, si svolge tra il 1989 e il 1990, tuttavia il logo dell'azienda mostrato nel film venne adottato solo nel 1994.
- Quando Denis mostra ad Alex il suo cortometraggio amatoriale, indossa una maglietta con il motivo caratteristico del film Matrix; la circostanza — apparentemente ingiustificabile data l'eccessiva esposizione — trova una parziale spiegazione in una scena eliminata: in essa, Denis afferma di aver avuto la stessa idea per una pellicola che avrebbero realizzato i fratelli Wachowski quasi un decennio dopo (la maglietta sarebbe quindi presumibilmente stata realizzata da lui stesso).
- Durante il film Denis e Alex sono intenti a montare un'antenna parabolica a casa di una coppia che sta guardando una partita della Germania Ovest al campionato del mondo 1990; l'uomo indossa tuttavia la casacca che la Germania, ormai riunificata, avrebbe sfoggiato solo due anni più tardi al campionato d'Europa 1992.
- Alex, narrando le vicende, spiega come dopo la riunificazione il tasso di cambio tra il marco tedesco orientale e quello tedesco occidentale fosse stato fissato a 2:1. In realtà il cambio era ufficialmente in 1:1, quindi la valuta dell'Est aveva lo stesso valore di quella dell'Ovest; il cambio a 2:1 cui si fa riferimento era usato solo in particolari casi, e in altri ancora poteva arrivare fino a 3:1.